# 徐家汇大修院

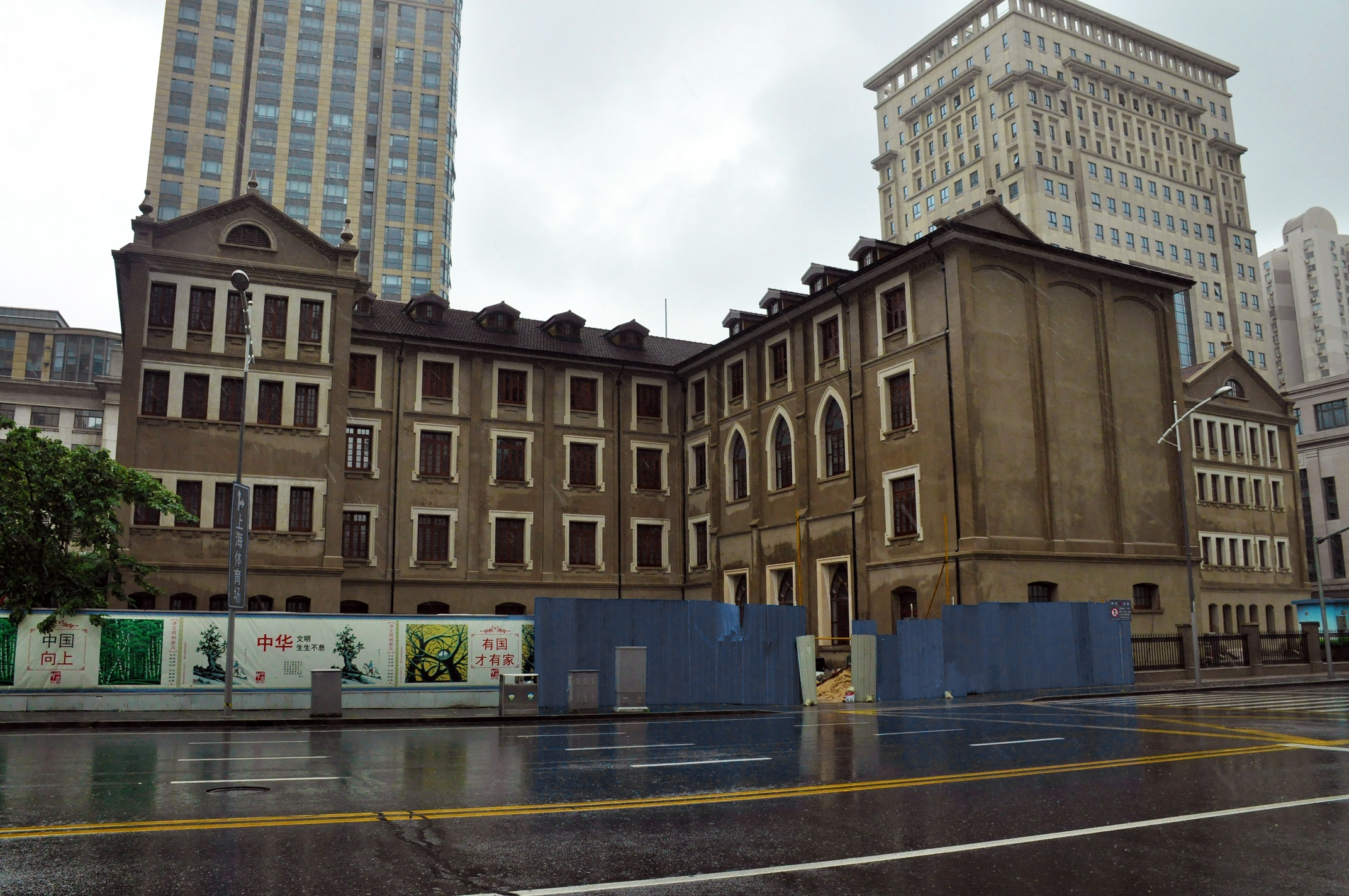
徐家汇大修院旧址

徐家汇大修院旧址是中国上海市的一座历史建筑，位于徐汇区徐家汇街道漕溪北路336号徐汇区政府大院内，落成于1929年。
上海天主教会培养神父的修道院创办于1842年，最初设于佘山附近的张朴桥。1877年，分为大、小两个修院，大修院读哲学和神学，从董家渡迁至徐家汇。小修院留在董家渡。
1929年10月30日建成的大修院建筑，高四层，建筑面积约3000平方米，规模较大，具有明显的欧洲古典主义风格，布局对称。
1955年9月8日，徐家汇大修院（母心修院）院长金鲁贤、理院神父范忠良等人均作为龚品梅反革命集团成员被捕，判处徒刑。徐家汇大修院宣告停办，此后该建筑长期为徐汇区检察院使用。1999年，大修道院被列为上海市优秀历史建筑。2014年4月4日，徐家汇大修院作为“徐家汇天主教历史建筑群”的一部分列为第八批上海市文物保护单位。2013年开始，大修道院建筑进行修缮，恢复历史原貌，包括南立面中央的巴洛克山花，北侧三层通高的哥特风格的小圣堂精致的穹顶及彩色花窗玻璃。2016年2月6日，修缮后的大修院建筑的底楼向市民开放，作为公共文化展示空间，汇展示厅包括大修道院篇、徐家汇文明传承篇、改革开放发展篇以及徐汇未来篇。